# Il mare e il veleno
Il mare e il veleno (Umi to dokuyaku) è un film del 1986 diretto da Kei Kumai.

## Riconoscimenti
- 1987 - Festival di Berlino
  - Orso d'argento